# Albuca unifolia
Albuca unifolia är en sparrisväxtart som först beskrevs av Anders Jahan Retzius, och fick sitt nu gällande namn av John Charles Manning och Peter Goldblatt. Albuca unifolia ingår i släktet Albuca och familjen sparrisväxter. Inga underarter finns listade i Catalogue of Life.